# Miss Afrique du Sud 2014
Miss Afrique du Sud 2014, est la 59e élection de Miss Afrique du Sud, s'est déroulée le 30 mars 2014 au Superbowl de Sun City.
La gagnante, Rolene Strauss, succède à Marilyn Ramos, Miss Afrique du Sud 2012. Elle remportera le titre de Miss Monde 2014 le 14 décembre 2014 à Londres, au Royaume-Uni,. Sa première dauphine, Ziphozakhe Zokufa participe à Miss Univers 2014 mais ne décroche aucune place en demi-finale.

## Classement final
| Titre                    | Candidates                                                     |
| ------------------------ | -------------------------------------------------------------- |
| Miss Afrique du Sud 2014 | - Mpumalanga - Rolene Strauss                                  |
| 1re princesse            | - Cap-Oriental - Ziphozakhe Zokufa                             |
| 2e princesse             | - Limpopo - Matlala Mokoko                                     |
| Top 5                    | - Cap-Occidental - Anzel Stofberg - Gauteng - Tidimalo Sehlako |

## Candidates
| Nom                 | Âge    | Taille | Province représentée | Domicile       |
| ------------------- | ------ | ------ | -------------------- | -------------- |
| Abigail de Jager    | 19 ans | 1,81 m | Mpumalanga           | Nelspruit      |
| Jade Hübner         | 21 ans | 1,70 m | Cap-Occidental       | Le Cap         |
| Caylene Marais      | 23 ans | 1,73 m | Gauteng              | Roodepoort     |
| Dipalesa Mbola      | 22 ans | 1,74 m | État-Libre           | Bloemfontein   |
| Matlala Mokoko      | 23 ans | 1,82 m | Limpopo              | Marogwe        |
| Tshegofatso Monggae | 22 ans | 1,81 m | Gauteng              | Roodepoort     |
| Mishka Patel        | 21 ans | 1,82 m | Cap-Occidental       | Le Cap         |
| Julia Petersen      | 22 ans | 1,76 m | KwaZulu-Natal        | Durban         |
| Tidimalo Sehlako    | 22 ans | 1,65 m | Gauteng              | Vereeniging    |
| Anzel Stofberg      | 22 ans | 1,75 m | Cap-Occidental       | Stellenbosch   |
| Rolene Strauss      | 22 ans | 1,77 m | Mpumalanga           | Volksrust      |
| Ziphozakhe Zokufa   | 22 ans | 1,72 m | Cap-Oriental         | Port Elizabeth |

## Déroulement de la cérémonie

### Prix attribués
| Prix           | Nom                           |
| -------------- | ----------------------------- |
| Miss Sympathie | Mpumalanga - Abigail de Jager |

### Jury
Le jury de cette année était composé de 
- Anele Mdoda, personnalité de télévision et de radio
- Amy Kleinhans, Miss Afrique du Sud 1992
- Pnina Fenster, rédactrice-en-chef de Glamour
- Bonang Matheba, personnalité de télévision et de radio
- Kojo Baffoe, rédacteur-en-chef de Destiny Man

## Observations